# Эгирдир (озеро)
Эгирди́р (Эгердир-гель, Эгердир; тур. Eğirdir Gölü), или Эгриди́р, — озеро в горах Западный Тавр на юго-западе Турции, в 186 км от Антальи. Это четвёртое по величине (второе пресноводное) озеро в Турции.
Располагается на территории районов Эгирдир, Гелендост, Сениркент и Ялвач в иле Ыспарта. Площадь — 468 км². Высота над уровнем моря — 916 м.

## Название
В древние времена озеро было известно под названиями Ладик, Лаодикия, Лазикие, Клаудиополис, Акрокос, Иеракорифитис, Фелекийе, Фелекабад, Кубадабад, Фелекбар, Эпревье, Афсака, Тогурла, Донузлу, Денизли, Эгридир.

## Острова
На озере Эгирдир два острова, соединенных с окружающей сушей, где расположился район Эгирдир, длинной дамбой:
- Джан («Остров жизни»), он меньший из двух.
- Ешильада («Зеленый остров», ранее назывался Нис) — до греко-турецкого обмена населением в 1923 здесь проживала греческая община в домах из камня и дерева.[источник не указан 836 дней]